# Llista de monuments d'Horta-Guinardó
Llista de monuments d'Horta-Guinardó (Barcelona) inclosos en l'Inventari del Patrimoni Arquitectònic Català i en el catàleg de Patrimoni Arquitectònic de Barcelona.

## Monuments Patrimoni de la Humanitat
| Monument                                | Protecció     | Estil/època                             | Localització                                 | Coordenades                                        | Codi?         | Imatge |
| --------------------------------------- | ------------- | --------------------------------------- | -------------------------------------------- | -------------------------------------------------- | ------------- | --- |
| Hospital de la Santa Creu i de Sant Pau | BCIN 59-MH-EN | Modernisme Lluís Domènech i Montaner XX | Barcelona av. Sant Antoni M. Claret, 167-171 | 41° 24′ 46″ N, 2° 10′ 28″ E / 41.41278°N,2.17444°E | RI-51-0004278 | Hospital de la Santa Creu i de Sant Pau (Barcelona) · Vegeu més fotos d'aquest monument · Carregueu una nova foto d'aquest monument |

## Monuments d'Interès Nacional
Monuments inscrits en el Registre de Béns Culturals d'Interès Nacional (BCIN) amb la classificació de monuments històrics per ser una construcció o altra obra material produïda per l'activitat humana que configura una unitat singular de les més rellevants del patrimoni cultural català.
| Monument                     | Protecció       | Estil/època    | Localització                                                                        | Coordenades                                          | Codi?     | Imatge |
| ---------------------------- | --------------- | -------------- | ----------------------------------------------------------------------------------- | ---------------------------------------------------- | --------- | --- |
| Torre Sobirana de Can Llupià | BCIN 3978-MH    | Romànic XI-XII | Barcelona Pg. dels Castanyers - c. Germans Desvalls                                 | 41° 26′ 21″ N, 2° 08′ 48″ E / 41.439270°N,2.146530°E | IPA-30275 | Torre Sobirana de Can Llupià (Barcelona) · Vegeu més fotos d'aquest monument · Carregueu una nova foto d'aquest monument |
| Torre de Can Fargas          | BCIN 4104-MH-EN | XI, XIV, XVIII | Barcelona Pg. Maragall, 383-389 - av. Frederic Rahola, 2-8 - c. Peris Mencheta, 1-3 | 41° 25′ 39″ N, 2° 09′ 53″ E / 41.427421°N,2.164622°E | IPA-30235 | Torre de Can Fargas (Barcelona) · Vegeu més fotos d'aquest monument · Carregueu una nova foto d'aquest monument          |

## Monuments d'interès local
Monuments declarats com béns culturals d'interès local (BCIL), inclosos en el Catàleg de Patrimoni Arquitectònic de Barcelona amb el nivell de protecció B.
| Monument                                                             | Protecció | Estil/època                                                       | Localització | Coordenades                                          | Codi?     | Imatge |
| -------------------------------------------------------------------- | --------- | ----------------------------------------------------------------- | --- | ---------------------------------------------------- | --------- | --- |
| Can Carabassa (biblioteca del Col·legi Sagrada Família)              | BCIL 2000 | Neoclassicisme Segle XVIII; segle XIX                             | Barcelona C. Peris Mencheta, 26-46 - c. Torrent Carabassa - c. Marquès de Foronda, 2-8 i 26 - c. Torrent del Carmel, 1-11 - c. Llobregós, 29-49 | 41° 25′ 36″ N, 2° 09′ 45″ E / 41.426596°N,2.162552°E | IPA-30237 | Can Carabassa (Barcelona) · Vegeu més fotos d'aquest monument · Carregueu una nova foto d'aquest monument                         |
| Casa de les Altures (actual seu del Districte d'Horta-Guinardó)      | BCIL 2000 | Historicisme neoàrab Enric Figueres 1890                          | Barcelona Parc de les Aigües, Rda. Guinardó, 49-51                                                                                              | 41° 24′ 47″ N, 2° 09′ 59″ E / 41.412991°N,2.166503°E | IPA-30238 | Casa de les Altures (Barcelona) · Vegeu més fotos d'aquest monument · Carregueu una nova foto d'aquest monument                   |
| Casa Córdoba-Planàs                                                  | BCIL 2000 | Eclecticisme 1910, aprox.                                         | Barcelona C. Doctor Cadevall, 28-52 - c. Budapest, 16-22                                                                                        | 41° 25′ 02″ N, 2° 10′ 05″ E / 41.417267°N,2.168008°E | IPA-30245 | Can Mascaró (Barcelona) · Vegeu més fotos d'aquest monument · Carregueu una nova foto d'aquest monument                           |
| Can Querol, Fundació Valldejuli, Can Carol                           | BCIL 2000 | Barroc 1775-77                                                    | Barcelona Pg. Maragall, 378-394 - c. Folch - c. Petrarca - c. Sant Alexandre, 61-67                                                             | 41° 25′ 43″ N, 2° 09′ 49″ E / 41.428679°N,2.163689°E | IPA-30255 | Can Querol (Barcelona) · Vegeu més fotos d'aquest monument · Carregueu una nova foto d'aquest monument                            |
| Granja Vella de Martí-Codolar                                        | BCIL 2000 | Eclecticisme afrancesat Segle XV; segle XIX                       | Barcelona C. Cardenal Vidal i Barraquer, 1 | 41° 25′ 40″ N, 2° 08′ 59″ E / 41.427886°N,2.149629°E | IPA-30258 | Granja Vella de Martí-Codolar (Barcelona) · Vegeu més fotos d'aquest monument · Carregueu una nova foto d'aquest monument         |
| Can Mariner                                                          | BCIL 2000 | Obra popular, gòtic tardà Segle XI; segle XVII                    | Barcelona C. Horta, 46 - c. Chapí, 39-41 - c. Vent, 1-3                                                                                         | 41° 25′ 52″ N, 2° 09′ 38″ E / 41.431209°N,2.160479°E | IPA-30262 | Can Mariner (Barcelona) · Vegeu més fotos d'aquest monument · Carregueu una nova foto d'aquest monument                           |
| Torre Mas Enrich                                                     | BCIL 2000 | Gòtic tardà, obra popular Segle XVI                               | Barcelona Pl. Ciutadella (Horta-Guinardó) | 41° 25′ 54″ N, 2° 09′ 19″ E / 41.431665°N,2.155359°E | IPA-30265 | Torre Mas Enrich (Barcelona) · Vegeu més fotos d'aquest monument · Carregueu una nova foto d'aquest monument                      |
| Torre i jardins del Laberint d'Horta, Can Llupià i Parc del Laberint | BCIL 2000 | Romànic, neoclassicisme, historicisme 1791                        | Barcelona Pg. Vall d'Hebron - pg. Castanyers - camí Valldaura - c. Germans Desvalls                                                             | 41° 26′ 25″ N, 2° 08′ 45″ E / 41.44019°N,2.14585°E   | IPA-30276 | Torre i jardins del Laberint d'Horta (Barcelona) · Vegeu més fotos d'aquest monument · Carregueu una nova foto d'aquest monument  |
| Can Fuster - Torre Figuerola                                         | BCIL 2000 | Gòtic Segle XV                                                    | Barcelona C. Judea, 8 | 41° 25′ 29″ N, 2° 08′ 23″ E / 41.424701°N,2.139834°E | IPA-30277 | Can Fuster - Torre Figuerola (Barcelona) · Vegeu més fotos d'aquest monument · Carregueu una nova foto d'aquest monument          |
| Can Cortada                                                          | BCIL 2000 | Obra popular Segle XI; 1994                                       | Barcelona C. Campoamor - av. Estatut de Catalunya, 67-71                                                                                        | 41° 26′ 10″ N, 2° 09′ 09″ E / 41.436177°N,2.152413°E | IPA-40328 | Can Cortada (Barcelona) · Vegeu més fotos d'aquest monument · Carregueu una nova foto d'aquest monument                           |
| Orfenat Ribas                                                        | BCIL 2000 | Noucentisme Enric Sagnier i Villavecchia 1920-30                  | Barcelona Pg. Vall d'Hebron, 93-101 - c. Natzaret, 2-20 - c. Can Figuerola, 9-19                                                                | 41° 25′ 23″ N, 2° 08′ 25″ E / 41.423062°N,2.140315°E | IPA-40483 | Orfenat Ribas (Barcelona) · Vegeu més fotos d'aquest monument · Carregueu una nova foto d'aquest monument                         |
| Torre Gallart, Can Gallart, Parc de les Heures                       | BCIL 2000 | Eclecticisme, historicisme neobarroc August Font Carreras 1894-98 | Barcelona Pg. Vall d'Hebron - c. Harmonia | 41° 26′ 13″ N, 2° 08′ 29″ E / 41.43684°N,2.141298°E  | IPA-40484 | Torre Gallart (Barcelona) · Vegeu més fotos d'aquest monument · Carregueu una nova foto d'aquest monument                         |
| Can Mora                                                             | BCIL 2000 | Obra popular 1750                                                 | Barcelona Camí Portell, 11-13 - camí Can Móra, 10                                                                                               | 41° 25′ 04″ N, 2° 09′ 04″ E / 41.417873°N,2.151137°E | IPA-41202 | Can Mora (Barcelona) · Vegeu més fotos d'aquest monument · Carregueu una nova foto d'aquest monument                              |
| Casa Giol                                                            | BCIL 2000 | Modernisme Guillem Busquets 1912-13                               | Barcelona Pg. Font d'en Fargas, 2-4 - pg. Maragall, 371                                                                                         | 41° 25′ 39″ N, 2° 09′ 57″ E / 41.427541°N,2.165802°E | IPA-42471 | Casa Giol (Barcelona) · Vegeu més fotos d'aquest monument · Carregueu una nova foto d'aquest monument                             |
| Creu de terme d'Horta                                                | BCIL 2000 | Historicisme Joan Fontbernat                                      | Barcelona C. Campoamor - av. Estatut de Catalunya 68-84                                                                                         | 41° 26′ 08″ N, 2° 09′ 14″ E / 41.435522°N,2.154008°E | IPA-42470 | Creu de terme (Barcelona) · Vegeu més fotos d'aquest monument · Carregueu una nova foto d'aquest monument                         |
| Antic Institut Ravetllat-Pla                                         | BCIL 2000 | Noucentisme Adolf Florensa (atribuït) 1930                        | Barcelona Av. Mare de Déu de Montserrat, 114-132                                                                                                | 41° 24′ 57″ N, 2° 10′ 14″ E / 41.415924°N,2.170496°E | IPA-42473 | Antic Institut Ravetllat-Pla (Barcelona) · Vegeu més fotos d'aquest monument · Carregueu una nova foto d'aquest monument          |
| Torre Antoni Garau Simonet                                           | BCIL 2000 | Modernisme Roc Cot i Cot 1910, aprox.                             | Barcelona C. Montserrat de Casanovas, 64 | 41° 25′ 26″ N, 2° 10′ 00″ E / 41.424012°N,2.166625°E | IPA-42474 | Torre Antoni Garau Simonet (Barcelona) · Vegeu més fotos d'aquest monument · Carregueu una nova foto d'aquest monument            |
| Ermita de Sant Cebrià i Santa Justina                                | BCIL 2000 | Obra popular Segle XII; segles XIX-XX                             | Barcelona Camí Sant Cebrià, 109-115 - ctra. Sant Cugat, 234-264                                                                                 | 41° 26′ 13″ N, 2° 08′ 07″ E / 41.436874°N,2.135222°E | IPA-42475 | Ermita de Sant Cebrià i Santa Justina (Barcelona) · Vegeu més fotos d'aquest monument · Carregueu una nova foto d'aquest monument |
| Conjunt de Sant Genís dels Agudells: església, rectoria i cementiri  | BCIL 2000 | XVII                                                              | Barcelona C. Saldes, 3 | 41° 25′ 41″ N, 2° 08′ 11″ E / 41.427955°N,2.136376°E | IPA-42476 | Conjunt de Sant Genís dels Agudells (Barcelona) · Vegeu més fotos d'aquest monument · Carregueu una nova foto d'aquest monument   |
| Església de les Llars Mundet                                         | BCIL 2000 | Darreres tendències Manuel Baldrich i Tibau 1954-57               | Barcelona Campus Mundet, Pg. Vall d'Hebron, 149-169                                                                                             | 41° 26′ 20″ N, 2° 08′ 37″ E / 41.438788°N,2.14353°E  | IPA-42477 | Església de les Llars Mundet (Barcelona) · Vegeu més fotos d'aquest monument · Carregueu una nova foto d'aquest monument          |
| Casa Joaquim Puig i Grau                                             | BCIL 2000 | Eclecticisme Federico Farreras 1899                               | Barcelona C. Vent, 4 bis | 41° 25′ 52″ N, 2° 09′ 39″ E / 41.431065°N,2.160907°E | IPA-42478 | Casa Joaquim Puig i Grau (Barcelona) · Vegeu més fotos d'aquest monument · Carregueu una nova foto d'aquest monument              |

## Monuments integrants del patrimoni
Altres monuments inclosos a l'Inventari del Patrimoni Arquitectònic Català dels quals se n'ha pogut comprovar l'existència.
| Monument                                                              | Protecció | Estil/època                                                                            | Localització                                                                                   | Coordenades                                          | Codi?     | Imatge |
| --------------------------------------------------------------------- | --------- | -------------------------------------------------------------------------------------- | ---------------------------------------------------------------------------------------------- | ---------------------------------------------------- | --------- | --- |
| Can Jussana - Torre Jussana                                           |           | Neoclassicisme 1825                                                                    | Barcelona Camí Sant Genís a Horta, 56-64 - av. Cardenal Vidal i Barraquer, 30                  | 41° 25′ 46″ N, 2° 09′ 07″ E / 41.42944°N,2.15194°E   | IPA-30236 | Can Jussana - Torre Jussana (Barcelona) · Vegeu més fotos d'aquest monument · Carregueu una nova foto d'aquest monument                                |
| Can Gras                                                              |           | Obra popular XVII                                                                      | Barcelona Pl. Santes Creus, 20                                                                 | 41° 25′ 48″ N, 2° 09′ 43″ E / 41.43000°N,2.16208°E   | IPA-30239 | Can Gras (Barcelona) · Vegeu més fotos d'aquest monument · Carregueu una nova foto d'aquest monument                                                   |
| Can Grau                                                              |           | Obra popular Enderrocat 2006                                                           | Barcelona C. Bernat Bransi (enderrocat)                                                        | 41° 25′ 29″ N, 2° 09′ 14″ E / 41.424861°N,2.15392°E  | IPA-30240 | Can Grau (Barcelona) · Vegeu més fotos d'aquest monument · Carregueu una nova foto d'aquest monument                                                   |
| Casa Crehuet                                                          |           | Obra popular XIX                                                                       | Barcelona C. Porto, 12                                                                         | 41° 25′ 47″ N, 2° 09′ 25″ E / 41.42980°N,2.15703°E   | IPA-30242 | Casa Crehuet (Barcelona) · Vegeu més fotos d'aquest monument · Carregueu una nova foto d'aquest monument                                               |
| Conjunt de Can Llupià III, Can Vallhonesta                            |           | Obra popular XIII                                                                      | Barcelona Pg. dels Castanyers - c. Germans Desvalls                                            | 41° 26′ 22″ N, 2° 08′ 47″ E / 41.439462°N,2.146501°E | IPA-30243 | Conjunt de Can Llupià III (Barcelona) · Vegeu més fotos d'aquest monument · Carregueu una nova foto d'aquest monument                                  |
| Can Garcini                                                           |           | Obra popular Final XVIII                                                               | Barcelona Passatge Garcini, 15 - c. Xiprer, 40-46                                              | 41° 25′ 06″ N, 2° 10′ 46″ E / 41.41822°N,2.17942°E   | IPA-30244 | Can Garcini (Barcelona) · Vegeu més fotos d'aquest monument · Carregueu una nova foto d'aquest monument                                                |
| Can Planàs, Can Melis, Can Molins, Centre Cívic Guinardó              |           | Obra popular 1910                                                                      | Barcelona Av. Verge de Montserrat, 134 - c. Torrent d'en Melis, 2-20 - c. Telègraf, 39-57      | 41° 24′ 59″ N, 2° 10′ 19″ E / 41.41639°N,2.17200°E   | IPA-30247 | Can Planàs (Barcelona) · Vegeu més fotos d'aquest monument · Carregueu una nova foto d'aquest monument                                                 |
| Mas Guinardó                                                          |           | Eclecticisme XX                                                                        | Barcelona C. Antic del Guinardó, 1-15 - pl. Salvador Riera, 4-5 - c. Maspons i Labrós, 2-12    | 41° 25′ 06″ N, 2° 10′ 29″ E / 41.41847°N,2.17472°E   | IPA-30249 | Mas Guinardó (Barcelona) · Vegeu més fotos d'aquest monument · Carregueu una nova foto d'aquest monument                                               |
| Can Sitjar o Can Sitjar Gran                                          |           | Obra popular XVIII                                                                     | Barcelona C. Can Sitjar, 26 - pg. Valldaura, 25-27                                             | 41° 26′ 16″ N, 2° 09′ 20″ E / 41.43777°N,2.15556°E   | IPA-30250 | Can Sitjar (Barcelona) · Vegeu més fotos d'aquest monument · Carregueu una nova foto d'aquest monument                                                 |
| Can Baró                                                              |           | Obra popular 1674                                                                      | Barcelona Pl. Can Baró, 1-2-3                                                                  | 41° 25′ 00″ N, 2° 09′ 44″ E / 41.41661°N,2.16228°E   | IPA-30251 | Can Baró (Barcelona) · Vegeu més fotos d'aquest monument · Carregueu una nova foto d'aquest monument                                                   |
| Can Sangenís o Can Sant Genís                                         |           | Obra popular XVIII                                                                     | Barcelona Camí Antic de Sant Llàtzer, 2-6                                                      | 41° 26′ 28″ N, 2° 09′ 40″ E / 41.44108°N,2.16105°E   | IPA-30252 | Can Sangenis (Barcelona) · Vegeu més fotos d'aquest monument · Carregueu una nova foto d'aquest monument                                               |
| Mas Casanovas                                                         |           | Eclecticisme                                                                           | Barcelona C. Mas Casanovas, 55-63 - ronda del Guinardó, 80-90                                  | 41° 24′ 48″ N, 2° 10′ 14″ E / 41.41335°N,2.17044°E   | IPA-30253 | Mas Casanovas (Barcelona) · Vegeu més fotos d'aquest monument · Carregueu una nova foto d'aquest monument                                              |
| Els Barris de Bugaderes d'Horta                                       |           | Obra popular XVIII-XX                                                                  | Barcelona C. Aiguafreda, c. Granollers                                                         | 41° 25′ 38″ N, 2° 09′ 38″ E / 41.427111°N,2.160556°E | IPA-30254 | Els Barris de Bugaderes d'Horta (Barcelona) · Vegeu més fotos d'aquest monument · Carregueu una nova foto d'aquest monument                            |
| Ca n'Andalet o Cal Xinxó                                              |           | Obra popular XIX                                                                       | Barcelona Ptge. Andalet, 11 - ptge. Xinxó, 28-30                                               | 41° 25′ 37″ N, 2° 09′ 13″ E / 41.4270°N,2.1535°E     | IPA-30256 | Ca n'Andalet (Barcelona) · Vegeu més fotos d'aquest monument · Carregueu una nova foto d'aquest monument                                               |
| Ca l'Andal                                                            |           | Obra popular XIX                                                                       | Barcelona C. Llobregós, 46                                                                     | 41° 25′ 36″ N, 2° 09′ 38″ E / 41.42680°N,2.16054°E   | IPA-30257 | Ca l'Andal (Barcelona) · Vegeu més fotos d'aquest monument · Carregueu una nova foto d'aquest monument                                                 |
| Vista Alegre, Can Bacardí (Col·legi de la Immaculada Concepció)       |           | Obra popular XIX                                                                       | Barcelona C. Granollers, 28                                                                    | 41° 25′ 42″ N, 2° 09′ 41″ E / 41.42820°N,2.16126°E   | IPA-30260 | Vista Alegre (Barcelona) · Vegeu més fotos d'aquest monument · Carregueu una nova foto d'aquest monument                                               |
| Can Travi Nou                                                         |           | Noucentisme XVIII-XX                                                                   | Barcelona Antic camí de Sant Cebrià, c. Jorge Manrique, 6-10                                   | 41° 25′ 52″ N, 2° 09′ 07″ E / 41.43111°N,2.15203°E   | IPA-30261 | Can Travi Nou (Barcelona) · Vegeu més fotos d'aquest monument · Carregueu una nova foto d'aquest monument                                              |
| Finca Conventual annexa a la Granja Vella de Martí Codolar            |           | Obra popular XIX-XX                                                                    | Barcelona Camí de Sant Genís, 20                                                               | 41° 25′ 46″ N, 2° 08′ 56″ E / 41.42938°N,2.14892°E   | IPA-30266 | Finca Conventual annexa a la Granja Vella de Martí Codolar (Barcelona) · Vegeu més fotos d'aquest monument · Carregueu una nova foto d'aquest monument |
| Can González                                                          |           | Noucentisme XIX-XX                                                                     | Barcelona C. Natzaret, 76                                                                      | 41° 25′ 38″ N, 2° 08′ 10″ E / 41.42727°N,2.13611°E   | IPA-30267 | Can González (Barcelona) · Vegeu més fotos d'aquest monument · Carregueu una nova foto d'aquest monument                                               |
| Can Piteu                                                             |           | Obra popular XIX                                                                       | Barcelona C. Natzaret, 67-81 - c. Sinaí                                                        | 41° 25′ 31″ N, 2° 08′ 12″ E / 41.42540°N,2.13672°E   | IPA-30268 | Can Piteu (Barcelona) · Vegeu més fotos d'aquest monument · Carregueu una nova foto d'aquest monument                                                  |
| Masia amb hort al torrent de la Carabassa                             |           | Obra popular                                                                           | Barcelona Bda. de Can Mateu, 11-13 - c. del Llobregós, 30-34                                   |                                                      | IPA-30269 | Masia amb hort al torrent de la Carabassa (Barcelona) · Vegeu més fotos d'aquest monument · Carregueu una nova foto d'aquest monument                  |
| Can Travi Vell                                                        |           | Obra popular XVI                                                                       | Barcelona Av. Can Marcet 2-10 - c. Berruguete. 24-30 - av. Cardenal Vidal i Barraquer. 47-51   | 41° 26′ 00″ N, 2° 09′ 07″ E / 41.43333°N,2.15202°E   | IPA-30270 | Can Travi Vell (Barcelona) · Vegeu més fotos d'aquest monument · Carregueu una nova foto d'aquest monument                                             |
| Can Marcet                                                            |           | Obra popular XIX                                                                       | Barcelona Pg. de la Vall d'Hebron 254-262 - av. de Can Marcet                                  | 41° 26′ 08″ N, 2° 09′ 03″ E / 41.43565°N,2.15084°E   | IPA-30271 | Can Marcet (Barcelona) · Vegeu més fotos d'aquest monument · Carregueu una nova foto d'aquest monument                                                 |
| Can Papanaps                                                          |           | Obra popular                                                                           | Barcelona C. Dosrius, 5-9                                                                      | 41° 26′ 25″ N, 2° 08′ 51″ E / 41.44028°N,2.14752°E   | IPA-30272 | Can Papanaps (Barcelona) · Vegeu més fotos d'aquest monument · Carregueu una nova foto d'aquest monument                                               |
| Can Safont                                                            |           | Obra popular                                                                           | Barcelona C. Natzaret, 107 - c. Saldes                                                         | 41° 25′ 40″ N, 2° 08′ 13″ E / 41.42775°N,2.13692°E   | IPA-30273 | Can Safont (Barcelona) · Vegeu més fotos d'aquest monument · Carregueu una nova foto d'aquest monument                                                 |
| Granja Soler o Can Gener                                              |           | Obra popular XIX                                                                       | Barcelona Ctra. de Sant Cugat, 114-132 (ctra. de l'Arrabassada)                                | 41° 25′ 32″ N, 2° 07′ 58″ E / 41.42545°N,2.13274°E   | IPA-30274 | Can Gener (Barcelona) · Vegeu més fotos d'aquest monument · Carregueu una nova foto d'aquest monument                                                  |
| Velòdrom d'Horta                                                      |           | Darreres tendències 1983-1984                                                          | Barcelona Pg. Vall d'Hebron, 185-201                                                           | 41° 26′ 17″ N, 2° 08′ 56″ E / 41.43813°N,2.148861°E  | IPA-40658 | Velòdrom d'Horta (Barcelona) · Vegeu més fotos d'aquest monument · Carregueu una nova foto d'aquest monument                                           |
| Església nova de Sant Joan d'Horta                                    |           | Historicisme neogòtic Ramon Maria Riudor Capella, Enric Sagnier Villavecchia 1905-1917 | Barcelona C. de Campoamor, 2-4 - c. Rectoria, 1-3 - c. Salses 35-37                            | 41° 25′ 58″ N, 2° 09′ 31″ E / 41.43287°N,2.158577°E  | IPA-43758 | Església nova de Sant Joan d'Horta (Barcelona) · Vegeu més fotos d'aquest monument · Carregueu una nova foto d'aquest monument                         |
| Barri de la Salut de la Cooperativa de Periodistes, Cases de la Salut |           | Noucentisme XX                                                                         | Barcelona C. Miquel dels Sants Oliver - c. Albert Llanas - c. Josep Yxart - c. Ramiro de Maezu | 41° 24′ 52″ N, 2° 09′ 37″ E / 41.414309°N,2.160174°E | IPA-45936 | Barri de la Salut de la Cooperativa de Periodistes (Barcelona) · Vegeu més fotos d'aquest monument · Carregueu una nova foto d'aquest monument         |
| Casa Fullà                                                            |           | Darreres tendències 1967-1971                                                          | Barcelona C. Gènova, 27                                                                        | 41° 25′ 04″ N, 2° 10′ 09″ E / 41.41767°N,2.16928°E   | IPA-46073 | Casa Fullà (Barcelona) · Vegeu més fotos d'aquest monument · Carregueu una nova foto d'aquest monument                                                 |
| Residència Geriàtrica d'Horta                                         |           | Darreres tendències 1988-1992                                                          | Barcelona C. Josep Sangenís, 75                                                                | 41° 25′ 31″ N, 2° 09′ 04″ E / 41.425413°N,2.150998°E | IPA-46099 | Residència Geriàtrica d'Horta (Barcelona) · Vegeu més fotos d'aquest monument · Carregueu una nova foto d'aquest monument                              |
| Casa a la Clota                                                       |           | 1998-1999                                                                              | Barcelona Ptge. Feliu, 15-17                                                                   | 41° 25′ 42″ N, 2° 09′ 07″ E / 41.428236°N,2.151989°E | IPA-46103 | Casa a la Clota (Barcelona) · Vegeu més fotos d'aquest monument · Carregueu una nova foto d'aquest monument                                            |
| Polígon de Montbau                                                    |           | Racionalisme 1962                                                                      | Barcelona Pg. de la Vall d'Hebron                                                              | 41° 25′ 54″ N, 2° 08′ 36″ E / 41.431593°N,2.143305°E | IPA-46106 | Polígon de Montbau (Barcelona) · Vegeu més fotos d'aquest monument · Carregueu una nova foto d'aquest monument                                         |
| CEIP La Taxonera                                                      |           | Darreres tendències 1978-1982                                                          | Barcelona C. Farnés, 60                                                                        | 41° 25′ 35″ N, 2° 09′ 11″ E / 41.42629°N,2.15313°E   | IPA-46108 | CEIP La Taxonera (Barcelona) · Vegeu més fotos d'aquest monument · Carregueu una nova foto d'aquest monument                                           |
| Pavelló Olímpic Vall d'Hebron i Centre Esportiu Municipal de Pilota   |           | Escola de Barcelona 1990-1991                                                          | Barcelona Pg. de la Vall d'Hebron, 166-176                                                     | 41° 25′ 40″ N, 2° 08′ 42″ E / 41.4279°N,2.1451°E     | IPA-46117 | Pavelló Olímpic Vall d'Hebron (Barcelona) · Vegeu més fotos d'aquest monument · Carregueu una nova foto d'aquest monument                              |
| Parc i àrea de la Vall d'Hebron                                       |           | Escola de Barcelona 1989-1992                                                          | Barcelona C. Juan de Mena, 2-10                                                                | 41° 25′ 34″ N, 2° 08′ 52″ E / 41.4260°N,2.1479°E     | IPA-46122 | Parc de la Vall d'Hebron (Barcelona) · Vegeu més fotos d'aquest monument · Carregueu una nova foto d'aquest monument                                   |
| Instal·lacions Olímpiques de Tir amb Arc                              |           | Escola de Barcelona 1990-1991                                                          | Barcelona C. de la Granja Vella, 14                                                            | 41° 25′ 39″ N, 2° 08′ 45″ E / 41.42761°N,2.14595°E   | IPA-46134 | Instal·lacions Olímpiques de Tir amb Arc (Barcelona) · Vegeu més fotos d'aquest monument · Carregueu una nova foto d'aquest monument                   |
| Edifici d'habitatges del carrer de l'Art                              |           | Racionalisme Antoni Maria Ferrater i Bofill XX                                         | Barcelona C. de l'Art, 2 - pg. Maragall, 155                                                   | 41° 25′ 19″ N, 2° 10′ 45″ E / 41.42183°N,2.17926°E   | IPA-46470 | Edifici d'habitatges del carrer de l'Art (Barcelona) · Vegeu més fotos d'aquest monument · Carregueu una nova foto d'aquest monument                   |
| Pavelló de la República                                               |           | Racionalisme 1937, 1992                                                                | Barcelona Av. Cardenal Vidal i Barraquer, 34-36                                                | 41° 25′ 50″ N, 2° 09′ 04″ E / 41.43064°N,2.15121°E   | IPA-46591 | Pavelló de la República (Barcelona) · Vegeu més fotos d'aquest monument · Carregueu una nova foto d'aquest monument                                    |
| Castell Fortí                                                         |           | XIX                                                                                    | Barcelona Ctra. d'Horta a Cerdanyola, 171                                                      | 41° 26′ 32″ N, 2° 08′ 36″ E / 41.44218°N,2.14320°E   | IPA-50909 | Castell Fortí (Barcelona) · Vegeu més fotos d'aquest monument · Carregueu una nova foto d'aquest monument                                              |
| Escola del Bosc, Escola Parc del Guinardó                             |           | Noucentisme Adolf Florensa Ferrer 1923                                                 | Barcelona C. Garriga i Roca, 13                                                                | 41° 25′ 12″ N, 2° 10′ 12″ E / 41.42005°N,2.17009°E   | IPA-51023 | Escola Parc del Guinardó (Barcelona) · Vegeu més fotos d'aquest monument · Carregueu una nova foto d'aquest monument                                   |
| Grup de Cases Barates de la Cooperativa Militar                       |           | Noucentisme 1905-1910                                                                  | Barcelona C. Sant Quintí, 90-100 - ptge. Garcia Cambra, 2-16 - c. Torre Vélez, 26-40           | 41° 24′ 55″ N, 2° 10′ 35″ E / 41.4154°N,2.1763°E     | IPA-51051 | Grup de Cases Barates de la Cooperativa Militar (Barcelona) · Vegeu més fotos d'aquest monument · Carregueu una nova foto d'aquest monument            |
| Parc del Guinardó                                                     |           | Noucentisme 1905-1910                                                                  | Barcelona Av. Mare de Déu de Montserrat - pl. Mitja Lluna - c. Garriga i Roca, 1-13            | 41° 25′ 10″ N, 2° 10′ 11″ E / 41.4195°N,2.1697°E     | IPA-51066 | Parc del Guinardó (Barcelona) · Vegeu més fotos d'aquest monument · Carregueu una nova foto d'aquest monument                                          |
| Torre de José Luis Pascual de Zulueta                                 |           | Noucentisme 1922                                                                       | Barcelona C. Miquel dels Sants Oliver, 3                                                       | 41° 24′ 51″ N, 2° 09′ 38″ E / 41.41424°N,2.16060°E   | IPA-51077 | Torre de José Luis Pascual de Zulueta (Barcelona) · Vegeu més fotos d'aquest monument · Carregueu una nova foto d'aquest monument                      |
| Mina d'aigua del torrent d'en Pallós                                  |           |                                                                                        | Barcelona                                                                                      |                                                      | IPA-53467 | Carregueu una nova foto d'aquest monument |